# Anastaziwski
Anastaziwski (ukr. Анастазівський, ros. Анастазовский) – były chutor w powiecie  nowogradwołyńskim guberni wołyńskiej, wołost Horodnica.

## Demografia
W 1906 r. liczba mieszkańców wynosiła 15 osób, domów 3.

## Historia
W 1906 r. wchodził w skład wołosci horodnickiej w powiecie nowogradwołyńskim guberni wołyńskiej. Odległość do centrum powiatu miasta Nowogród Wołyński wynosiła 32 wiorsty, do administracji wołosnej w miasteczku Horodnica – 6 wiorst. Urząd pocztowy – Horodnica.
W 1911 r. wchodził również do składu wołosci horodnickiej w powiecie nowogradwołyńskim. W 1923 r. nie figurował w rejestrze osadniczym. 